# Sakis Ruwas
Sakis Ruwas (gr. Σάκης Ρουβάς), właśc. Anastasios Ruwas (gr. Αναστάσιος Ρουβάς); ur. 5 stycznia 1972 w Mandukion) – grecki piosenkarz, autor tekstów, kompozytor, gitarzysta, prezenter telewizyjny, producent muzyczny, aktor i fotomodel, były lekkoatleta.
Dwukrotny reprezentant Grecji w Konkursie Piosenki Eurowizji (2004, 2009).

## Wczesne lata
Urodził się we wsi Mandukion niedaleko wyspy Korfu. Jest synem kierowcy ambulansu Konstantinosa Ruwasa i ekspedientki Anny-Marii Panaretu. Ma trzech młodszych braci: Wasiliosa, Apostolosa (ur. 1975) i Nikolasa (ur. 1991). Pochodzi z biednej rodziny. W 1984 jego rodzice rozwiedli się, a jego ojciec niedługo później ponownie się ożenił. Wówczas Sakis zamieszkał z Apostolosem w domu dziadków w Potamos. W tym czasie podejmował się różnych prac w celu utrzymania rodziny – pracował w warsztacie samochodowym, dorabiał jako pracownik budowlany i barman. Równocześnie uczył się w szkole wieczorowej, jednak miał problemy w nauce, głównie czytania i pisania.
W dzieciństwie zaczął wykazywać zdolności atletyczne. Mając cztery lata, zacząć uczęszczać na zajęcia baletowe. Jako dziesięciolatek zagrał w swej pierwszej produkcji teatralnej, An i karharies itan antropi. Niedługo później zainteresował się muzyką, w tym np. twórczością Elvisa Presleya, i nauczył się gry na gitarze. W wieku 15 lat zaczął uprawiać lekkoatletykę, głównie skok o tyczce. W tej dziedzinie wygrał kilka nagród na zawodach sportowych. Po skończeniu pełnoletniości zakończył karierę sportową, by skupić się na rozwoju kariery muzycznej.

## Kariera muzyczna

### Początki
Mając 18 lat, został wokalistą zespołu Corfu Band, w którym śpiewał piosenki z repertuaru wykonawców, takich jak Elvis Presley czy The Beatles. Występował w lokalnych klubach oraz hotelach. Podczas jednego z koncertów został dostrzeżony przez Eliasa Psinakisa, swojego późniejszego menedżera. W tym czasie przeprowadził się do Patras, gdzie wyjechał w celu rozwoju kariery. Tam poznał piosenkarza Dakisa, który zaoferował mu pomoc w rozwijaniu kariery. Niedługo potem przeprowadził się do Aten. 
W 1991 zagrał koncert w hali Show Centre, a jego występ obejrzał m.in. Nikos Muratidis, który polecił nastolatka autorowi piosenek, Jorgosowi Pawrianosowi. Niedługo później podpisał kontrakt płytowy z wytwórnią muzyczną PolyGram. W tym czasie jego menedżerem został Elias Psinakis. Kilka miesięcy później wystąpił na Festiwalu Piosenki w Salonikach, gdzie wygrał nagrodę w kategorii „najlepsza kompozycja” (za utwór „Par’ta” autorstwa Nikosa Terzisa i Jorgosa Pawrianosa). W tym czasie wydał debiutancki album studyjny, zatytułowany po prostu Sakis Ruwas, który promował singlami: „Par’ta”, „1992”, „Ego s’agapo” i „Gia fantasu”. Z płytą dotarł na pierwsze miejsce krajowej listy sprzedaży.

### Lata 1992–1999
We wrześniu 1992 wydał drugi album studyjny pt. Min andistekese, który promował singlami: „Gyrna”, „Na ziseis moro mu”, „Me kommeni tin anasa” i „Min andistekese”. W październiku 1993 zaprezentował kolejną płytę, pt. Gia sena, promowaną singlami: „To ksero eise moni”, „Ksehase to” i „Kane me”, który stał się radiowym przebojem.
Zimą 1994 nawiązał współpracę z producentem muzycznym i piosenkarzem Nikosem Karwelasem, z którym napisał i nagrał album studyjny pt. Ema, dakria & idrotas. Płytę promował singlami „Ela mu” i „Ksana”, które stały się radiowymi przebojami. W tym czasie został powołany do podjęcia służby wojskowej. Wydarzeniem zainteresowały się krajowe media, zwłaszcza w momencie, kiedy piosenkarz tłumaczył niechęć do podjęcia służby agorafobią. Niedługo później trafił do szpitala psychiatrycznego w Penteli, gdzie został poddany ocenie. W tym czasie media donosiły o tym, że miał podjąć próbę samobójczą. Po wyjściu ze szpitala odbył służbę wojskową pod kontrolą psychiatryczną; musiał wówczas usunął kolczyk z ucha oraz obciąć długie włosy.
W 1996 wznowił karierę muzyczną, wydając album studyjny pt. Tora archizun ta diskola, który promował singlem o tym samym tytule. Wiosną premierę miał album Any Wisi pt. Travma, na którym znalazła się piosenka „Se telo, me teleis” z gościnnym udziałem Ruwasa. Zimą zaśpiewał z piosenkarką podczas jej koncertu w ateńskim Chaos Club. Również w 1996 nagrał Hellfire”) i „Otan” (ang. „Someday”) na potrzeby oficjalnej ścieżki dźwiękowej do greckiej wersji językowej filmu animowanego Dzwonnik z Notre Dame (gr. I panagia ton Parision), w którym użyczył głosu Quasimodo. 19 maja 1997 zaśpiewał razem z Burakiem Kutem podczas koncertu organizowanego w cypryjskim Green Line z okazji pojednania między krajami. Za występ w koncercie zdobył Międzynarodową Nagrodę im. Abdiego Ipekçiego za „globalne zrozumienie i współpracę”. Udział w wydarzeniu spotkał się z negatywną reakcją ze strony greckich mediów oraz protestujących Greków i Turków, którzy obrzucali piosenkarza jajkami, pomidorami i kamieniami. W konsekwencji wyjechał na pół roku do Stanów Zjednoczonych, by wyciszyć zamieszanie.
W grudniu 1998 wydał szósty album studyjny pt. Kati apo mena, który był jego pierwszą płytą wydaną pod szyldem wytwórni Minos EMI. Album promował singlami „Telis i den telis” oraz „Den echi sidera i kardia su”, który stał się przebojem w Grecji. W ramach promocji albumu zagrał koncert w ateńskim Virgin Megastore. W 1999 nagrał piosenkę „Oso ekso esena” w duecie z Steliosem Rokkosem. Latem koncertował z nim po Atenach.

### Lata 2000–2009
W marcu 2000 zaprezentował siódmy album studyjny pt. 21os akatallilos, który promował singlami: „Se telo san trelos”, „Askisi ipotagis”, „Delfinaki”, „Kanume onira” i „Andeksa”. Z ostatnim dotarł do pierwszego miejsca krajowych list przebojów. Również w 2000 wystąpił z Katy Garbi na koncercie organizowanym w Pili Aksiu w Salonikach. W maju trafił do szpitala z ostrym bólem brzucha, gdzie zdiagnozowano u niego zapalenie otrzewnej i zlecono usunięcie wyrostka robaczkowego. Pod koniec października rozpoczął występy na zimowych koncertach z Antonisem Remosem i Peggy Ziną w Apollonas.
W 2001 podpisał kontrakt płytowy z francuską wytwórnią Universal Licensing Music oraz nawiązał współpracę z amerykańskim producentem Desmondem Childem i Phoebus. Napisał z nimi piosenkę „Disco Girl”, która stała się przebojem w Grecji i która została wydana również na francuskim rynku muzycznym. W celu promocji piosenki odbyłtrasę koncertową po Francji.  W czerwcu 2002 zaprezentował ósmy album studyjny pt. Ola kala, którą wydał również na europejskim rynku, wzbogacając krążek o trzy anglojęzyczne piosenki. Po 11 dniach od premiery krążek uzyskał status złotej płyty w Grecji, a po czterech miesiącach pokrył się platyną. Album promowany był przez single: „Disco Girl”, „Mia zoi mazi” (angielska wersja: „The Light”) oraz tytułowy „Ola kala”. Na francuskim wydaniu znalazł się singiel „Feelings”, będący coverem utworu Morrisa Alberta z 1975 roku. Piosenka została też wydana po grecku (jako „Pes tis”) i francusku (jako „Dis lui”). W kwietniu 2003 wystąpił gościnnie na gali Arion Music Awards, gdzie zaśpiewał na scenie z Antonis Remos i Naną Muschuri. W grudniu wydał dziewiąty album pt. To chrono stamatao, za który zdobył status złotej płyty. Krążek promował singlami: „Pes tis”, „Telo na kitao”, „Chronia polla” i „To chrono stamatao”. W kolejnych miesiącach występował w klubie Fever z Jorgosem Tsalikisem oraz zespołem One.

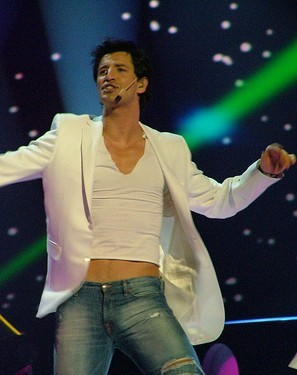
Sakis Ruwas podczas występu w 49. Konkursu Piosenki Eurowizji w Stambule, maj 2004

W lutym 2004 spekulowano, że otrzymał od greckiej telewizji ERT zaproszenie do reprezentowania Grecji w 49. Konkursie Piosenki Eurowizji organizowanego w Stambule. W marcu potwierdzono, że wystąpi w konkursie z piosenką „Shake It”. W kwietniu odebrał nagrodę na gali Arion Music Awards za wygraną w kategorii „Najlepszy piosenkarz popowy”, oraz wyruszył w przedeurowizyjną trasę promocyjną, występując na koncertach m.in. w Finlandii. Podczas przygotowań do występu w konkursie otrzymał wsparcie m.in. burmistrz Aten Dory Bakogianni. 12 maja wystąpił w półfinale konkursu i z trzeciego miejsca awansował do finału rozgrywanego 15 maja. Zajął w nim trzecie miejsce z 252 punktami, w tym z maksymalną notą 12 punktów z Albanii, Cypru, Wielkiej Brytanii, Malty i Rumunii. Podczas obu występów towarzyszyły mu na scenie dwie tancerki oraz trzyosobowy chórek, w którego skład weszli m.in. finaliści krajowych talent show EuroStar: Apostolos Psihramis, Andonis Dominos i Yoanna Fafaliu. Również w maju wydał reedycję płyty pt. To chrono stamatao, którą wzbogacił o singiel „Shake It”, który przez dziewięć tygodni zajmował pierwsze miejsce na greckich listach przebojów, a także zdobył status podwójnej platynowej płyty. W czerwcu wystąpił gościnnie na gali MAD Video Music Awards, podczas której odebrał nagrodę za wygraną w kategorii „Najseksowniejszy występ” (za teledysk do piosenki „Pes tis”). W tym samym miesiącu otrzymał od stacji ERT propozycję reprezentowania Grecji w 50. Konkursie Piosenki Eurowizji, ale odrzucił propozycję. 7 lipca wystąpił z Sertab Erener na koncercie pokojowym między krajami. W sierpniu wziął udział w biegu z olimpijską pochodnią przed Letnimi Igrzyskami Olimpijskimi w Atenach, wystąpił też gościnnie podczas ceremonii zamknięcia imprezy. Jesienią nagrał nową wersję piosenki „Se telo san trelos” w duecie z rosyjskim piosenkarzem Filippem Kirkorowem. Pod koniec roku wystąpił jako support Jorgosa Mazonakisa i Eleny Paparizu podczas ich koncertów w klubie Fever.
W kwietniu 2005 wydał dziesiąty album studyjny pt. S’echo erotefti, który zdobył certyfikat potrójnej platynowej płyty za wysoką sprzedaż w kraju, który promował singlami: „Chilia milia”, „Mila tis”, „Na m’ agapas”, „Cairo” i tytułowy „S’echo erotefti”. Również w kwietniu za singiel „Shake It” odebrał statuetkę za „najlepiej sprzedający się grecki singiel” na gali rozdania nagród Arion. We wrześniu został ogłoszony „najlepiej sprzedającym się greckim artystą 2004 roku” na gali World Music Award, a także zagrał koncert charytatywny w Olympic Indoor Hall. 14 lutego 2006 zagrał koncert walentynkowy w Athens College, który został nagrany i wydany 27 kwietnia 2006 w formie płyty koncertowej, pt. Live Ballads. Wydawnictwo trafiło na pierwsze miejsce listy sprzedaży w kraju. W kwietniu Ruwas wystąpił z piosenką „Horis kardia” na gali Arion Music Awards 2006, podczas której odebrał również nagrody w kategoriach: „Najlepszy piosenkarz popowy” i „Najlepszy album popowy” (za S’echo erotefti). W maju współprowadził 51. Konkurs Piosenki Eurowizji organizowany w Atenach. Podczas tzw. przerwy interwałowej zaprezentował singiel „I’m in Love with You”. W czerwcu wystąpił jako gość muzyczny na gali MAD Video Music Awards 2006, na której odebrał również nagrody w kategoriach: „Najlepszy teledysk artysty” (za klip do „Na m’ agapas”) i „Najlepiej ubrany artysta w teledysku” (za klip do „Mila tis”). 6 grudnia 2006 wydał 11. album studyjny, pt. Iparhi agapi edo, który zdobył status platynowej płyty.
W marcu 2007 występował z Despiną Verdi w klubie Boom w Salonikach. Nagrał dwie piosenki w duecie z Dorettą Papadimitriu („Nothing” i „One with This World”) na potrzeby ścieżki dźwiękowej do filmu Alter Ego, w którym zagrał główną rolę. We wrześniu zagrał koncert w teatrze Lycabettus, będący częścią kampanii zachęcającej do oddawania krwi. Zapis audiowizualny z widowiska został wydany 12 grudnia 2007 na płycie DVD, pt. This Is My Live. Na płycie znalazł się jego nowy singiel, „Stus 31 dromus”. W październiku odebrał nagrodę na gali Arion Music Awards 2007 w kategorii „Najlepsza piosenka popowa” (za „Ola gyro su gyrizun”); był też nominowany do nagrody w czterech innych kategoriach.
Wiosną 2008 wraz z Antonisem Remosem odbył światową trasę koncertową, w ramach której zagrali w Ameryce Północnej, Australii i Afryce Południowej. W tym czasie wydał singiel „+ se telo”, który stał się radiowym przebojem. W październiku z piosenką „Stus 31 dromus” zajął trzecie miejsce w Konkursie Piosenki OGAE. W listopadzie wydał singiel „Irtes”, który dedykował swej nowo narodzonej córce. 3 grudnia 2008 wydał dwunasty album studyjny pt. Irtes, który promował singlami: „+ se telo” i „Irtes”. 4 grudnia rozpoczął zimową serię koncertów w klubie Starz.

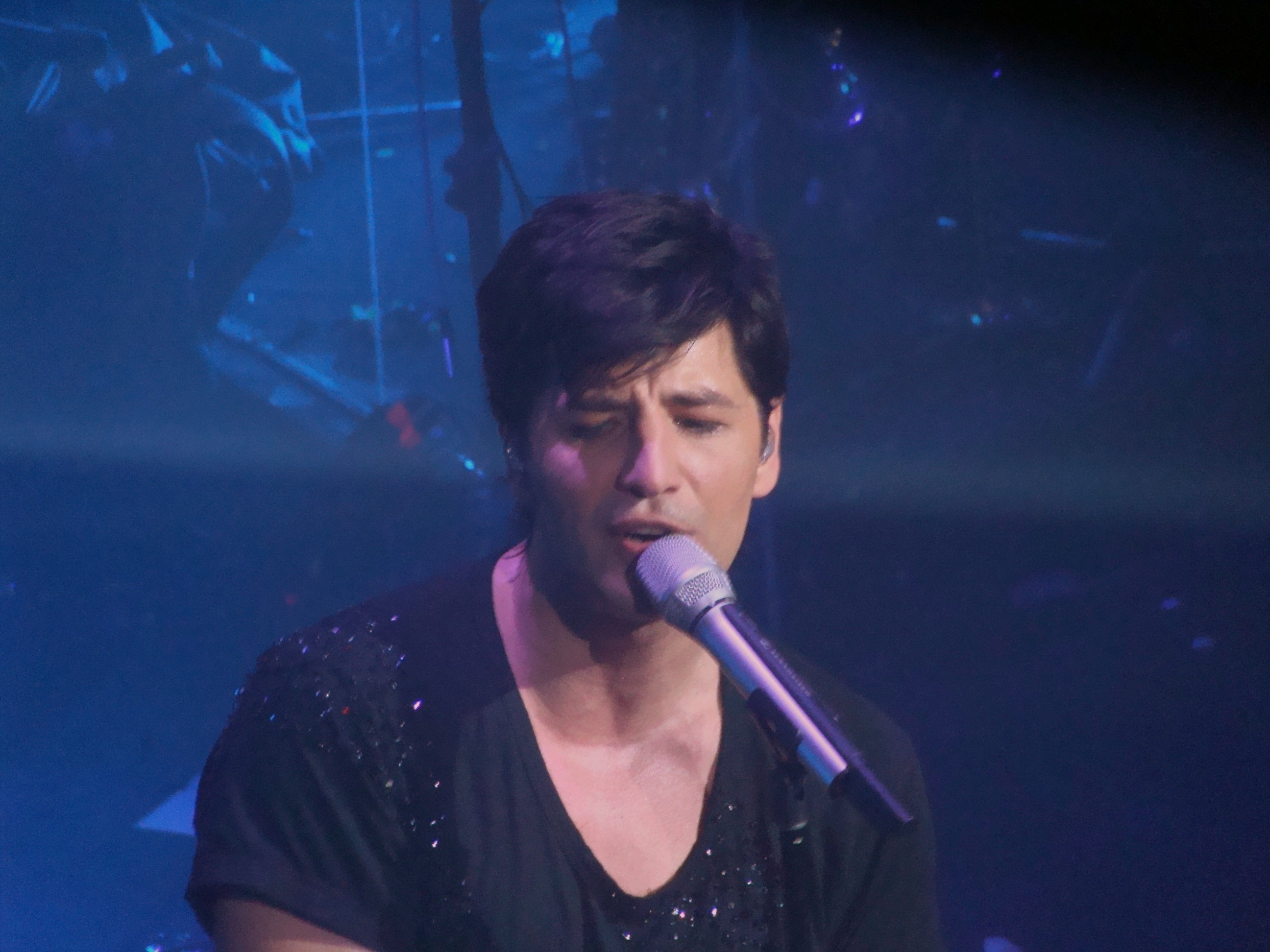
Sakis Ruwas podczas sylwestrowego koncertu w klubie Starz w Atenach, 31 grudnia 2008

W 2009 reprezentował Grecję w 54. Konkursie Piosenki Eurowizji w Moskwie. Jego konkursowa piosenka, „This Is Our Night”, została wybrana przez jurorów i telewidzów w lutym 2009 podczas specjalnego koncertu selekcyjnego. Przed występem w konkursie odbył trasę promocyjną po Europie. 14 maja wystąpił w drugim półfinale konkursu i z czwartego miejsca awansował do finału, rozgrywanego 16 maja. Zajął w nim siódme miejsce ze 120 punktami, w tym m.in. z maksymalnymi notami 12 punktów od Albanii, Bułgarii i Cypru. 1 lipca na stadionie Panatinaiko zagrał koncert organizowany przez Krajową Radę Młodzieży w celu zachęcenia ludzi do dbania o środowisko. Wydarzenie uchodzi za największe niesportowe wydarzenie przygotowywane na tym stadionie. Od lipca do września odbył trasę koncertową pod nazwą Sakis Live Tour. Zagrał też serię koncertów w Politia Live Clubbing w Salonikach.

### Lata 2010–2019
W maju 2010 zagrał sześciotygodniową serię koncertów w Politia Live Clubbing w Salonikach. Jeszcze w 2010 zaśpiewał gościnnie w piosence Tamty Goduadze „Tarros i aliteia”, która stała się przebojem w kraju i zapewnił duetowi nagrodę w kategorii „najlepszy teledysk nagrany przez duet lub współpracujących wykonawców” na gali MAD Video Music Award. 14 grudnia wydał trzynasty album studyjny, pt. Parafora, z którym dotarł do pierwszego miejsca listy sprzedaży w Grecji. W pierwszym tygodniu po premierze krążek został sprzedany w ponad 24 tys. egzemplarzy, dzięki czemu zdobył status podwójnej platynowej płyty. Album promowany był m.in. przez singiel „Space ton chrono”, który dotarł na szczyt list przebojów oraz zapewnił Ruwasowi nagrodę na gali Balkan Music Awards 2010 w kategorii „Najlepsza bałkańska piosenka”. Pozostałymi singlami z płyty Parafora zostały: „Emena tes”, „Oi dio mas”, „Nekros okeanos” i tytułowy utwór „Parafora”. W czerwcu Ruwas otrzymał nominacje do nagrody MAD Video Music Awards w kategoriach: „Artysta roku”, „Modowa ikona roku” i „Najlepszy teledysk pop” (za klip do piosenki „Space ton chrono”). W tym samym miesiącu wraz ze swoim bratem, Wasilisem, otworzył telewizyjno-filmową firmę produkcyjną Sakis Rouvas Kinematografos EPE. 27 sierpnia wystąpił na Mykonos Xlsior Festival organizowanym w celu wsparcia ruchu środowisk LGBT. W październiku odebrał Europejską Nagrodę Muzyczną MTV 2010 dla najlepszego greckiego wykonawcy, dzięki czemu był nominowany do nagrody dla najlepszego europejskiego wykonawcy. 

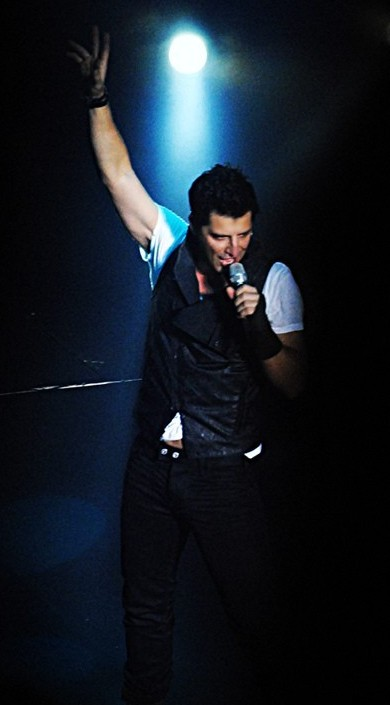
Sakis Ruwas podczas koncertu w Athinon Arena, styczeń 2011

Na przełomie 2010 i 2011 towarzyszył Anie Wisi w serii koncertów Face2Face organizowanych w Athinon Arena. 2 lutego 2011 wystąpił podczas pokazu MADWalk. W lutym 2012 zaprezentował singiel „Bad Thing”, a w maju – piosenkę „Tora”. W czerwcu na gali MAD Video Music Awards 2012 odebrał nagrody w kategoriach: „Męski artysta roku” i „Artysta roku”. W maju 2013 zaprezentował singiel „Mia chara na pernas” oraz zdobył nominacje do nagród MAD Video Music Awards 2013 w kategoriach: „Męski artysta roku”, „Artysta roku”, „Najlepszy teledysk pop” i „Teledysk roku”.
Od 26 kwietnia do 11 października 2014 odbył trasę koncertową Ace of Hearts Tour. W grudniu 2014 odbyła się premiera musicalu Chraklis, oi dodeka atloi, w którym grał główną rolę (Herkulesa). W styczniu 2015 premierę miał album zawierający piosenki ze spektaklu zaśpiewane przez Ruwasa.

## Kariera aktorska
W listopadzie 2006 rozpoczął prace nad filmem Nicholasa Dimitropulosa Alter Ego, w którym zagrał główną rolę, Stefanosa. Premiera filmu odbyła się w 2007. 20 sierpnia 2009 premierę miał amerykański film Duress, w którym Ruwas zagrał rolę Abnera Solviego. W marcu 2014 rozpoczął prace na planie filmu Chevalier, który był zgłoszony jako grecka propozycja do zdobycia Nagrody Akademii Filmowej w kategorii „Najlepszy film nieanglojęzyczny” podczas 89. gali wręczenia Oscarów.  
Użyczył głosu Quasimodo w greckiej wersji językowej filmu animowanego Dzwonnik z Notre Dame (1998) oraz kapitanowi Charlesowi T. Bakerowi w greckiej wersji językowej Planet 51 (2009).
Latem 2013 odegrał główną rolę (Dionizosa) w sztuce The Bacchae. Za tę kreację otrzymał nagrodę na gali Greek Theatre Critics Awards 2014 w kategorii „Starożytny dramat”.

## Pozostałe przedsięwzięcia
W latach 2000–2001 był twarzą greckiej kampanii reklamowej marki Pepsi.
Był prowadzącym pięciu edycji greckiej edycji programu The X Factor (2008–2011, 2016–2017), a także prowadził program ANT1 Iroes anamesa mas.
Na przełomie 2009 i 2010 otworzył klub S oraz restuarację EDO serwującą sushi. 2 marca 2010 został narażony na straty w wysokości ok. 4 mln euro z powodu pożaru w klubie S.
We wrześniu 2010 zaprezentowano kolekcję ubrań firmy Sprider Stores, sygnowaną nazwiskiem Ruwasa.
Pod koniec listopada 2013 został wyróżniony przez Helleńską Unię Eptanisianów za swoją pracę filantropijną. W styczniu 2014 został dawcą szpiku kostnego, wspierając Fundację „Elpida”.

## Życie prywatne
Media spekulowały o związku Ruwasa z osobowościami, takimi jak modelka Zeta Logotheti czy piosenkarka Elli Kokkinu. Spotykał się z modelką Katią Zyguli, którą poznał w 2003 na planie zdjęciowym do kampanii reklamowej dla marki Vodafone. Mają czworo dzieci, Anastasię (ur. 2 listopada 2008), Aleksandrosa (ur. 15 października 2011), Ariadni (ur. 3 stycznia 2013) i czwarte, urodzone 21 kwietnia 2016. Pobrali się 3 lipca 2017.

### Problemy z prawem
Latem 2000, wraz z kilkoma innymi celebrytami wyjechał na Mykonos, gdzie podróżował jachtem znajomego lekarza. W pojeździe znaleziono narkotyki, co wywołało spekulacje medialne wokół zażywania przez piosenkarza środków zakazanych. W celu uniknięcia rozprawy sądowej, Ruwas zapłacił karę grzywny.

## Dyskografia
Albumy studyjne
- Sakis Rouvas (1991)
- Min antistekese (1992)
- Gia sena (1993)
- Ema, dakria & idrotas (1994)
- Tora archizun ta diskola (1996)
- Kati apo mena (1998)
- 21os akatallilos (2000)
- Ola kala (2002)
- To chrono Stamatao (2003; reedycja w 2004)
- S’echo erotefti (2005)
- Iparhi agapi edo (2006)
- Irtes (2008)
- This Is Our Night (2009)
- Parafora (2010)

Albumy koncertowe
- Live Ballads (2006)
- This Is My Live (2007)

Ścieżki dźwiękowe
- Alter Ego (2007)